# Galåbodarna

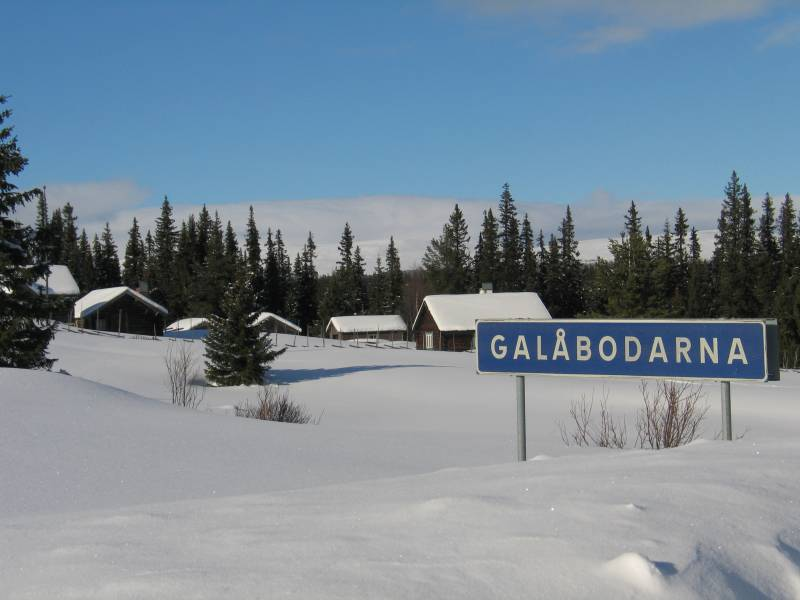
Die Alm Galåbodarna im Winter.

Galåbodarna (auch Västra Galåbodarna) ist eine Almensiedlung am Fuße des Oviksfjäll in Jämtland, Schweden. Galå ist dem Namen des Flusses Galån entlehnt, der vom Oviksfjällen kommend unterhalb des Dorfes Börtnan in den Ljungan mündet. Das schwedische Wort Bodarna ist die bestimmte Mehrzahl des Wortes bod und bezeichnet eine Alm beziehungsweise in der Mehrzahl eine Almsiedlung, die aus bis zu 30 Hütten bestehen kann. Heute besteht Galåbodarna aus drei Almwiesen mit insgesamt 21 gut erhaltenen Sennhütten. Vom Länsstyrelsen Jämtland (Provinzialregierung von Jämtland) wurde Galåbodarna als kulturhistorisch äußerst wertvoll eingestuft.
Es gibt eine kleinere Almsiedlung mit dem Namen Östra Galåbodarna, die 10 km weiter flussabwärts nahe dem Galån gelegen ist.
Die Almwiesen von Galåbodarna befinden sich direkt an der Kreuzung des Fäbodvägen von Börtnan nach Persåsen und der Straße nach Arådalen und Glen. Die Sennhütten wurden im 18., 19. und 20. Jahrhundert von Bauern aus Oviken und Myssjö erbaut, die ihre Kühe während der Sommermonate auf den Bergwiesen weiden ließen. Die Almen wurden bis in die 1980er Jahre bewirtschaftet. Nahe den Almwiesen wurden seit den 1960er und 1970er Jahren einige Ferienhäuser gebaut, die im Privatbesitz der Einwohner der umliegenden Dörfer sind. Nahe der Alm wurden ab 2004 mehrere an die traditionelle Bauweise der Sennhütten angelehnte Blockhäuser des Galå Fjällgård erbaut. Seit 2006 bieten sich hier Wanderern und Touristen Übernachtungsmöglichkeiten.
Von der Almsiedlung aus bietet sich eine gute Aussicht auf das nahe Oviksfjäll, welches über die 15 km lange Straße nach Arådalen recht schnell erreichbar ist. Die Almen selbst liegen inmitten ursprünglicher Taiga-Fichtenwälder und ausgedehnter Moore. Nach Norden schließt sich nach einigen Kilometern Arådalens Naturreservat an, welches teilweise Bestandteil des europaweiten Natura 2000-Netzwerkes ist. Geschützt werden hier artenreiche Moorlandschaften, der ursprüngliche Taiga-Fichtenwald und der angrenzende Gebirgsbirkenwald. Hier sind unter anderem Luchse, Vielfraße und Braunbären heimisch, die sich diesen Lebensraum mit Elchen, Rentieren, Birk- und Auerhühnern sowie Steinadlern teilen.
Die Landschaft ist vor allem für Naturfreunde, Wanderer, Pilz- und Beerensammler sowie im Winter als Skilanglaufareal attraktiv. Unweit der Almen quert der Jämt-Norgevägen, ein historischer Pilgerweg von Selånger am schwedischen Bottnischen Meerbusen nach Trondheim in Norwegen.